# Moncley
Moncley est une commune française située dans le département du Doubs, la région culturelle et historique de Franche-Comté et la région administrative Bourgogne-Franche-Comté. 
Ses habitants se nomment les Monclalés et Monclalées.

## Géographie
Village de la vallée de l'Ognon dont le cours concrétise la limite avec le département de la Haute-Saône.

### Hydrologie
Sur le territoire communal de nombreux ruisseaux alimentent l'Ognon au nord et son affluent la Lanterne au sud.

### Climat
Pour des articles plus généraux, voir Climat de la Bourgogne-Franche-Comté et Climat du Doubs.
En 2010, le climat de la commune est de type climat des marges montargnardes, selon une étude du Centre national de la recherche scientifique s'appuyant sur une série de données couvrant la période 1971-2000. En 2020, Météo-France publie une typologie des climats de la France métropolitaine dans laquelle la commune est exposée à un climat semi-continental et est dans la région climatique  Jura, caractérisée par une forte pluviométrie en toutes saisons (1 000 à 1 500 mm/an), des hivers rigoureux et un ensoleillement médiocre. 
Pour la période 1971-2000, la température annuelle moyenne est de 10,5 °C, avec une amplitude thermique annuelle de 17,3 °C. Le cumul annuel moyen de précipitations est de 1 024 mm, avec 12,9 jours de précipitations en janvier et 9,6 jours en juillet. Pour la période 1991-2020, la température moyenne annuelle observée sur la station météorologique de Météo-France la plus proche, « Dannemarie-sur-Crète », sur la commune de Dannemarie-sur-Crète à 11 km à vol d'oiseau, est de 11,3 °C et le cumul annuel moyen de précipitations est de 1 066,6 mm. 
La température maximale relevée sur cette station est de 39,9 °C, atteinte le 25 juillet 2019 ; la température minimale est de −22 °C, atteinte le 9 janvier 1985,,. 
Les paramètres climatiques de la commune ont été estimés pour le milieu du siècle (2041-2070) selon différents scénarios d'émission de gaz à effet de serre à partir des nouvelles projections climatiques de référence DRIAS-2020. Ils sont consultables sur un site dédié publié par Météo-France en novembre 2022.

## Urbanisme

### Typologie
Au 1er janvier 2024, Moncley est catégorisée commune rurale à habitat dispersé, selon la nouvelle grille communale de densité à 7 niveaux définie par l'Insee en 2022.
Elle est située hors unité urbaine. Par ailleurs la commune fait partie de l'aire d'attraction de Besançon, dont elle est une commune de la couronne,. Cette aire, qui regroupe 310 communes, est catégorisée dans les aires de 200 000 à moins de 700 000 habitants,.

### Occupation des sols
L'occupation des sols de la commune, telle qu'elle ressort de la base de données européenne d’occupation biophysique des sols Corine Land Cover (CLC), est marquée par l'importance des forêts et milieux semi-naturels (49,4 % en 2018), en diminution par rapport à 1990 (53,8 %). La répartition détaillée en 2018 est la suivante : 
forêts (49,4 %), prairies (20,5 %), terres arables (15,3 %), zones urbanisées (5,2 %), zones agricoles hétérogènes (5,2 %), zones industrielles ou commerciales et réseaux de communication (4,4 %). L'évolution de l’occupation des sols de la commune et de ses infrastructures peut être observée sur les différentes représentations cartographiques du territoire : la carte de Cassini (XVIIIe siècle), la carte d'état-major (1820-1866) et les cartes ou photos aériennes de l'IGN pour la période actuelle (1950 à aujourd'hui).

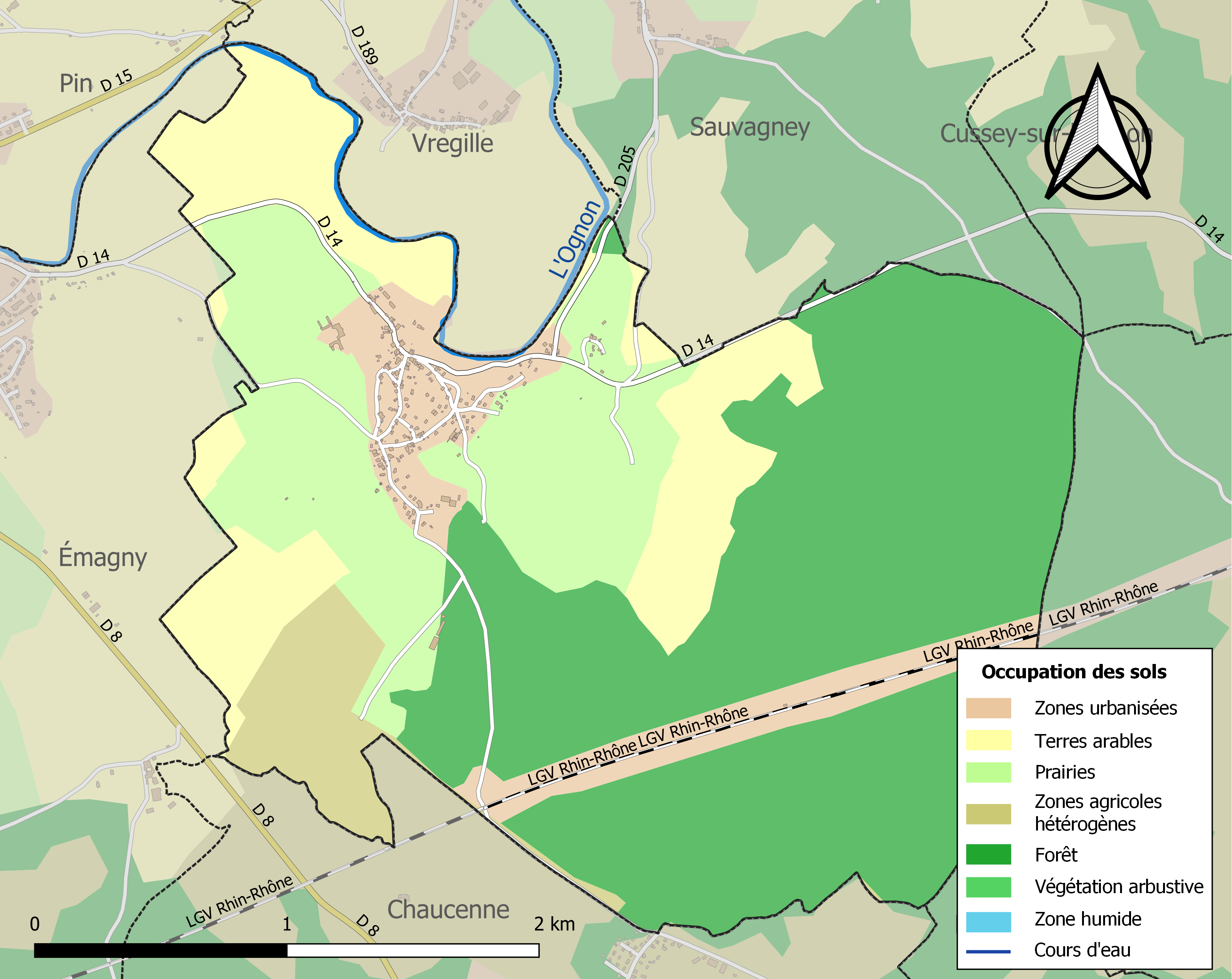
Carte des infrastructures et de l'occupation des sols de la commune en 2018 (CLC).

## Toponymie
Montcler en 1239 ; Moncler en 1284 ; Monclers en 1309 ; Moncley depuis 1748.

## Histoire
En 1285, selon Jacques Bretel, un certain Simon de Moncler (qui serait le seigneur de Moncley selon Delbouille), accompagnant Étienne d'Oiselay - alors orthographié Oiseler -, se trouve aux festivités du comte de Chiny, à Chauvency-le-Château, et s'y fait remarquer à chanter et à tournoyer. Si les Moncley sont bien parmi les fidèles des Oiselay, cependant (comme le fait remarquer Laurence Delobette de l'Université de Franche-Comté dans son article "La noblesse comtoise au Tournoi de Chauvency") à la date du tournoi, nul Simon n'est attesté dans ce lignage, et les trois héritiers de la seigneurie se prénomment Hugues, Gérard et Étienne.

## Politique et administration

### Rattachements administratifs et électoraux
La commune fait partie de l'arrondissement de Besançon du département du Doubs,  en région Bourgogne-Franche-Comté. Pour l'élection des députés, elle dépend de la première circonscription du Doubs.
La commune faisait partie depuis 1801 du canton d'Audeux. Dans le cadre du redécoupage cantonal de 2014 en France, la commune fait désormais partie du canton de Saint-Vit.

### Intercommunalité
La commune faisait partie de la Communauté de communes des Rives de l'Ognon créée le 9 décembre 2002. Celle-ci a fusionné avec une autre pour former, le 1er janvier 2014 la communauté de communes du Val marnaysien, située principalement en Haute-Saône et en partie dans le département du Doubs, dont la commune est désormais membre.

### Liste des maires
On remarque le poids de certaines familles : les Marthey, les Guyot (29 ans à la mairie), les Platey (46 ans), et la présence exclusive entre 1831 et 1908 des cultivateurs et propriétaires, cohérente avec la structure sociale du village.

## Population et société

### Démographie
L'évolution du nombre d'habitants est connue à travers les recensements de la population effectués dans la commune depuis 1793. Pour les communes de moins de 10 000 habitants, une enquête de recensement portant sur toute la population est réalisée tous les cinq ans, les populations de référence des années intermédiaires étant quant à elles estimées par interpolation ou extrapolation. Pour la commune, le premier recensement exhaustif entrant dans le cadre du nouveau dispositif a été réalisé en 2007.

En 2022, la commune comptait 296 habitants, en évolution de +3,5 % par rapport à 2016 (Doubs : +1,88 %, France hors Mayotte : +2,11 %).
| 1793 | 1800 | 1806 | 1821 | 1831 | 1836 | 1841 | 1846 | 1851 |
| ---- | ---- | ---- | ---- | ---- | ---- | ---- | ---- | ---- |
| 397  | 357  | 430  | 494  | 460  | 538  | 406  | 368  | 353  |

| 1856 | 1861 | 1866 | 1872 | 1876 | 1881 | 1886 | 1891 | 1896 |
| ---- | ---- | ---- | ---- | ---- | ---- | ---- | ---- | ---- |
| 305  | 297  | 278  | 265  | 279  | 280  | 297  | 261  | 232  |

| 1901 | 1906 | 1911 | 1921 | 1926 | 1931 | 1936 | 1946 | 1954 |
| ---- | ---- | ---- | ---- | ---- | ---- | ---- | ---- | ---- |
| 220  | 234  | 209  | 200  | 198  | 200  | 204  | 175  | 190  |

| 1962 | 1968 | 1975 | 1982 | 1990 | 1999 | 2006 | 2007 | 2012 |
| ---- | ---- | ---- | ---- | ---- | ---- | ---- | ---- | ---- |
| 177  | 175  | 168  | 231  | 221  | 282  | 325  | 331  | 311  |

| 2017 | 2022 | - | - | - | - | - | - | - |
| ---- | ---- | - | - | - | - | - | - | - |
| 280  | 296  | - | - | - | - | - | - | - |

### Médias et numérique
Le quotidien régional L'Est républicain relate les actualités de la commune dans son édition locale de Besançon. La chaîne de télévision France 3 Franche-Comté et la station de radio France Bleu Besançon relaient les informations locales.

### Cultes
La commune dispose d'un seul lieu de culte de confession catholique, l'église Sainte-Madeleine. Au sein du diocèse de Besançon, le doyenné de Banlieue - Val de l'Ognon regroupe six paroisses dont celle des Rives de l'Ognon à laquelle appartient Moncley. Pour les autres confessions, les lieux de cultes les plus proches (mosquées, synagogue, temple) sont tous situés à Besançon.

## Culture locale et patrimoine

### Lieux et monuments
- Le château de Moncley, un peu à l'écart du village, domine la vallée de l'Ognon. Il fut bâti à proximité de l'ancienne forteresse féodale d'origine et représente un brillant et rare témoignage d'architecture néoclassique en France, et particulièrement en Franche-Comté. Le château de Moncley fut fondé en 1778 pour le marquis François Terrier de Santans. La façade donnant sur le jardin s'orne d'une rotonde coiffée d'une coupole. À l'intérieur, le vestibule comporte 12 colonnes à chapiteaux corinthiens soutenant une tribune à balustrades, à laquelle on accède par un escalier majestueux, à double révolution. De prime abord, le château de Moncley séduit par la ligne concave de sa façade. Ajoutée à sa majestueuse rotonde et à sa riche décoration intérieure, l'ensemble ainsi obtenu constitue un grand chef-d'œuvre d'architecture comtoise.
- L'église[23] avec son clocher comtois date de 1771 et a été restaurée au XIXe siècle. Le clocher menaçait de s'effondrer, des travaux y ont été entrepris fin 2018[24].
- La fontaine-lavoir-abreuvoir a été reconstruite en 1839.
- Les forges de Moncley[25] : l'usine métallurgique, qui utilisait l'eau de l'Ognon grâce à un canal de dérivation, est attestée en 1589. Elle fut maintes fois transformée puis reconvertie en moulin et ensuite en centrale hydroélectrique. Elle est actuellement démantelée et louée à la commune.

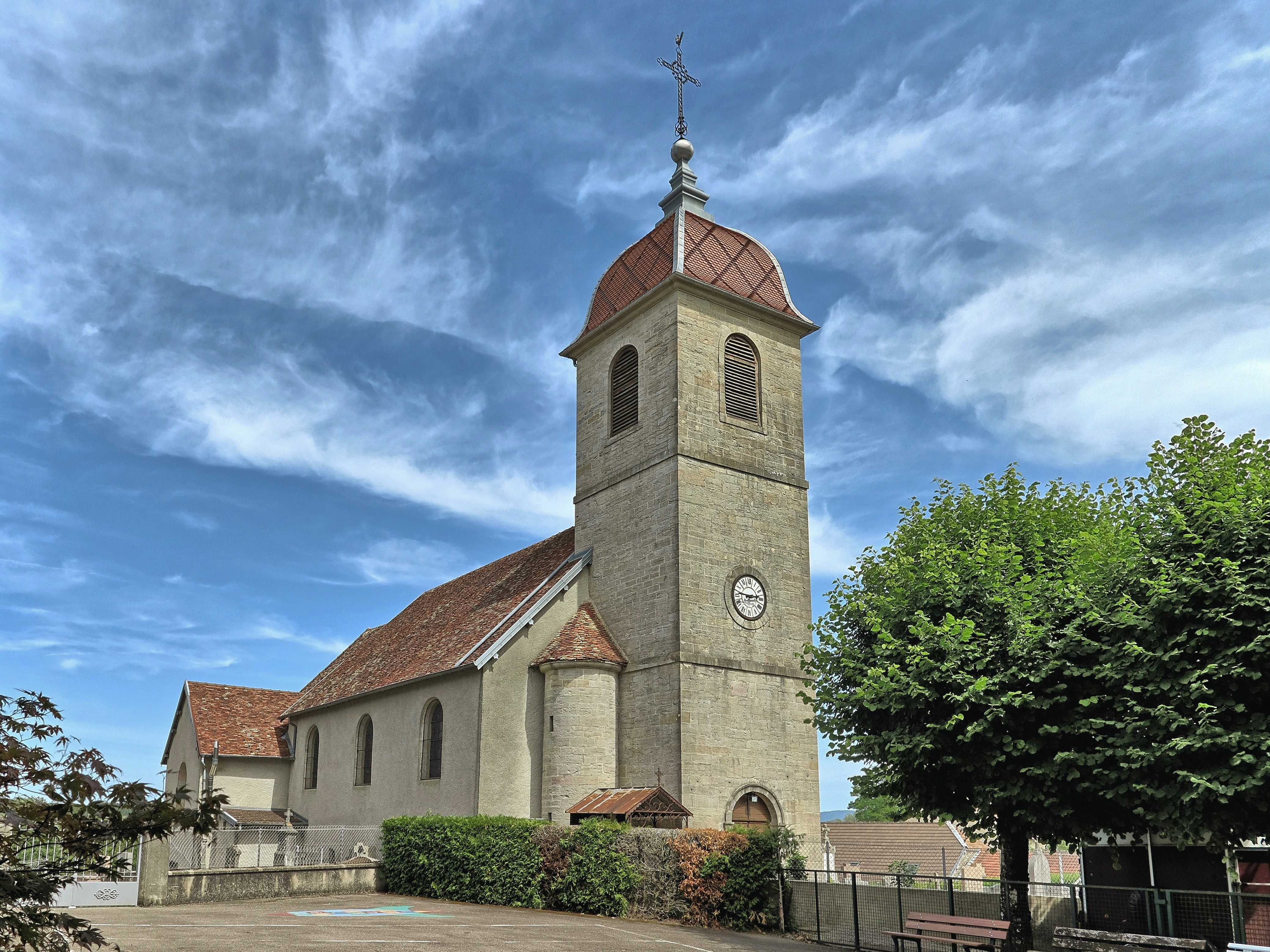
L'église avec son clocher comtois.
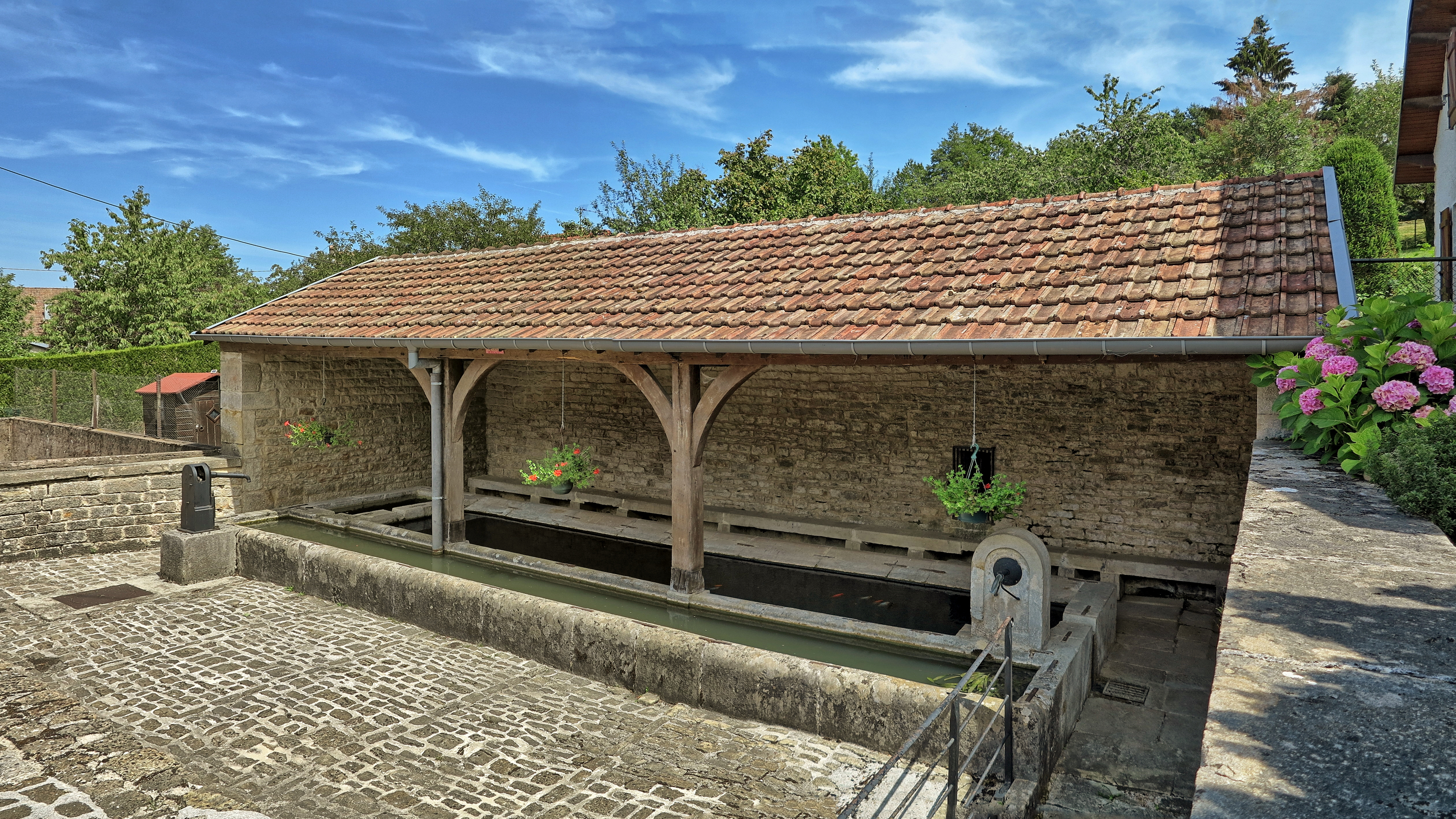
La fontaine-lavoir-abreuvoir.
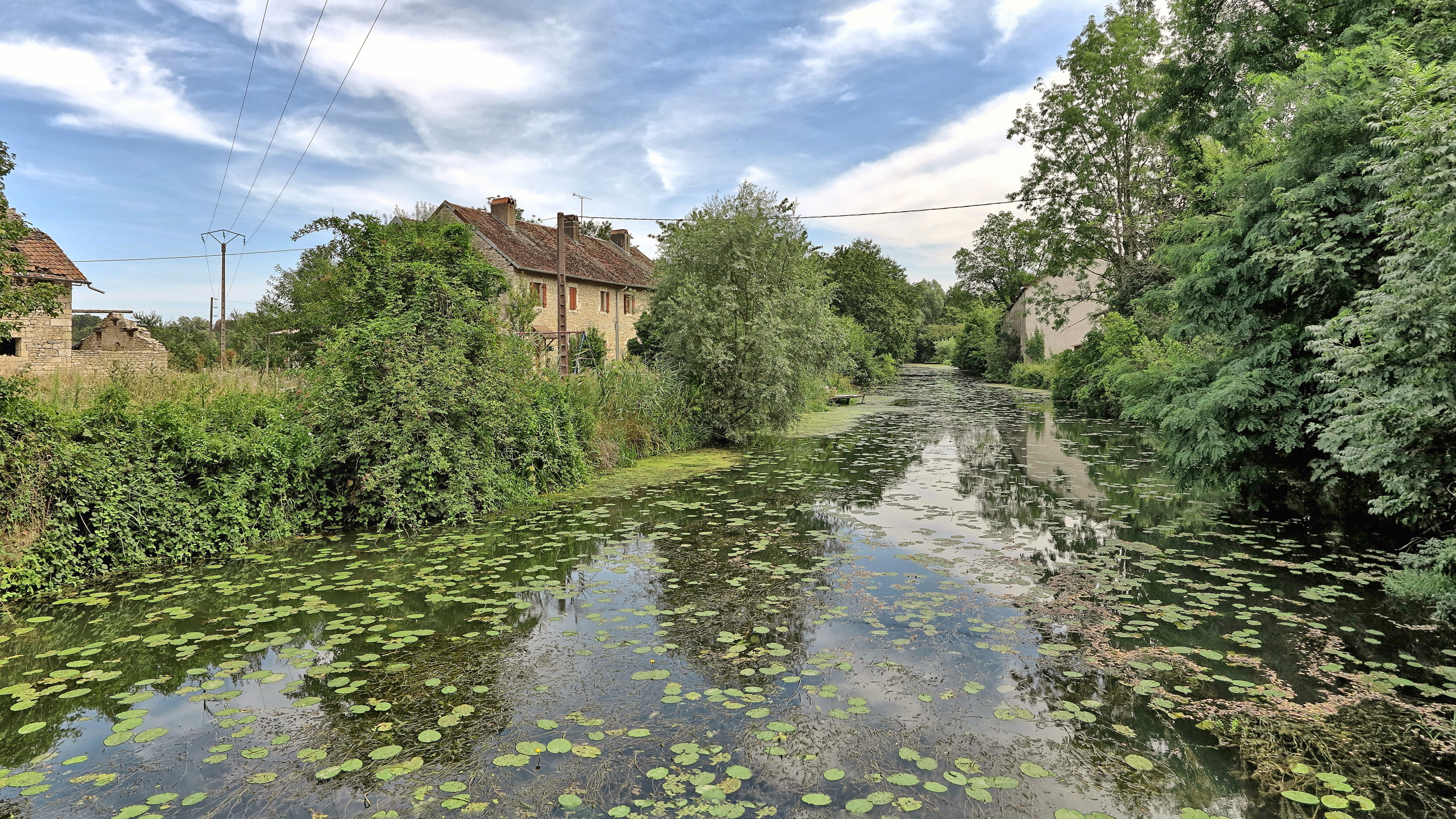
Le canal d'amenée des anciennes forges.

### Personnalités liées à la commune
- Antoine-Francois de Bliterswijk de Montcley (Moncley le 17 mai 1665 - 12 novembre 1754). Chanoine de Besançon en 1687, évêque d'Autun de 1721 à 1729, archevêque de Besançon de 1732 à 1734, grand adversaire des jansénistes[13].